# パウル・フォン・メンデルスゾーン＝バルトルディ
パウル・フォン・メンデルスゾーン＝バルトルディ（Paul von Mendelssohn-Bartholdy, 1875年11月14日 - 1935年5月10日）は、ドイツのユダヤ人銀行家で美術収集家。

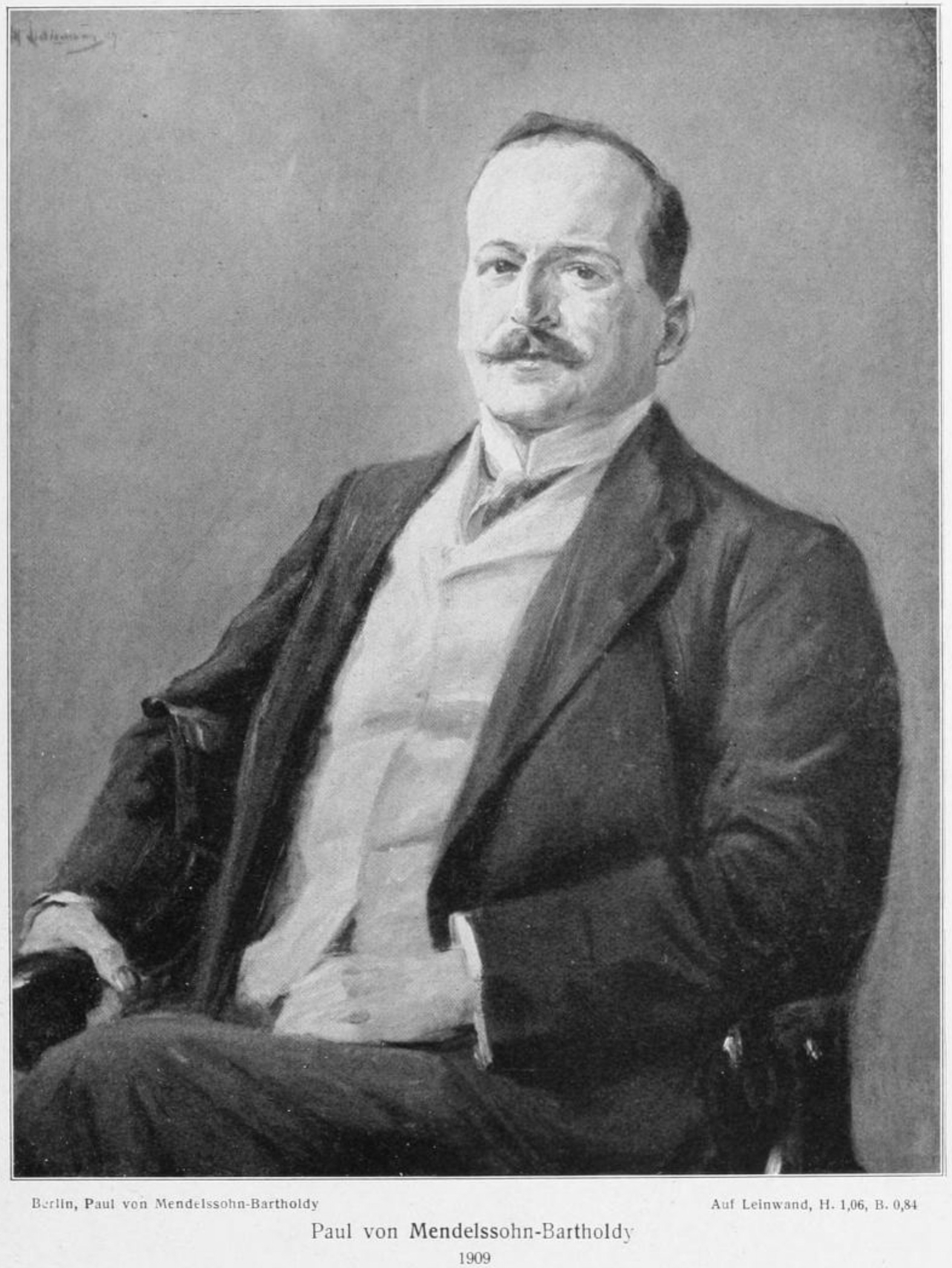
油絵肖像画（マックス・リーバーマン作、1909年）

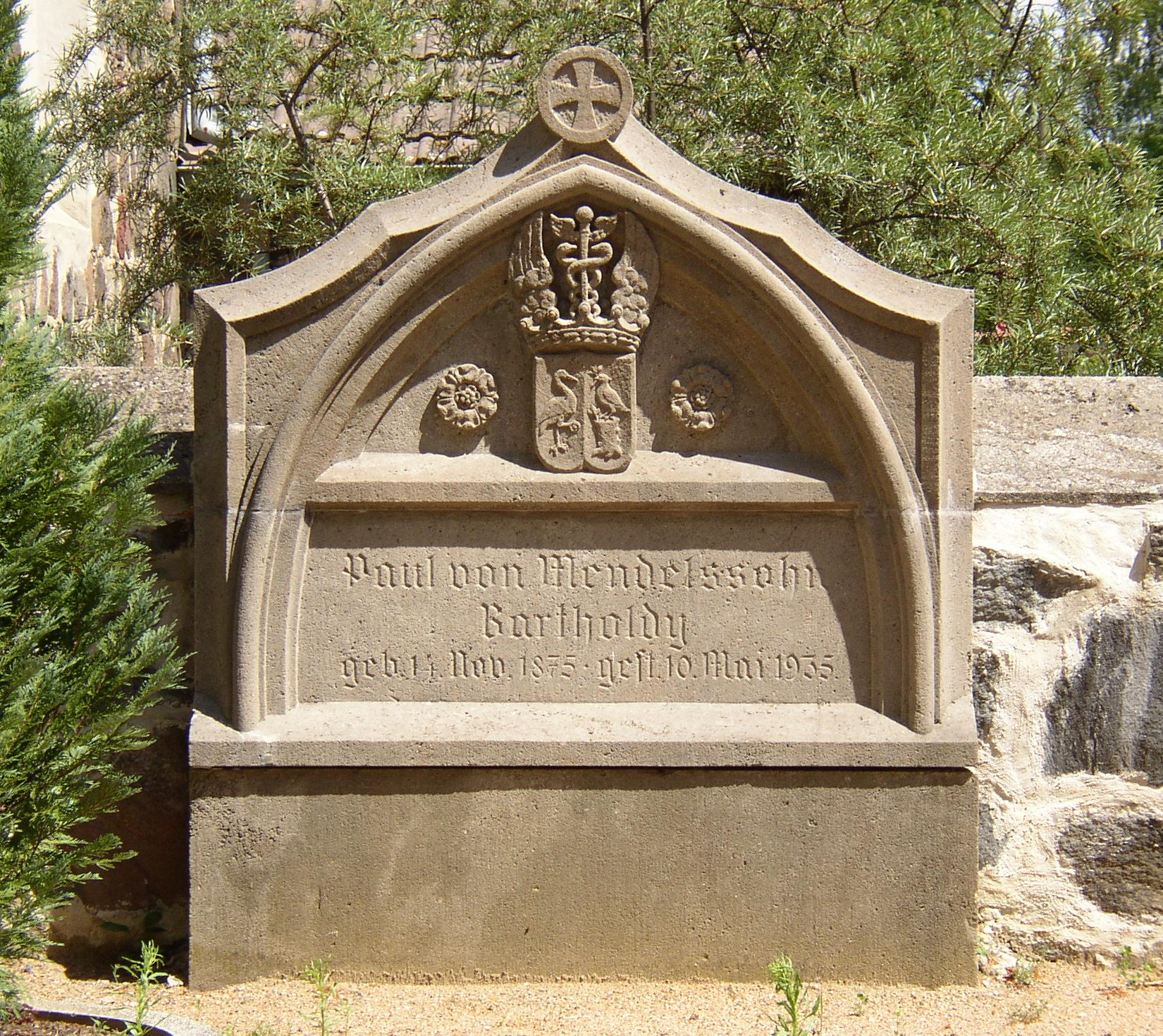
ベルニッケにある墓標

パウル・メンデルスゾーン（作曲家フェリックス・メンデルスゾーンの弟でメンデルスゾーン銀行経営者）の孫にあたる。
1930年代、国民社会主義ドイツ労働者党政権が行った一連のユダヤ人迫害の中では、収集していたピカソやモネの作品などを含む美術品を売却せざるを得ない状況に追いやられた。死後、3人の相続人は絵画の所有者等に対してパウルが犠牲者であると主張、絵画そのものの返還または絵画の時価相当額さらに損害賠償の支払いを求めてアメリカで裁判を起こした。その中には、SOMPOホールディングスが所有するゴッホのひまわりも含まれている。